# Смертельний холод (фільм)
Смертельний холод (серб. Мртав Ладан) — сербська чорна комедія 2002 року режисера Милорада Мілінковича

## Сюжет
Два брати Лемі та Кіза перевозять тіло свого покійного діда звичайним пасажирським потягом до Вршаця, щоб поховати його, оскільки не мають грошей, щоб доставити тіло нормальним способом. У Вршаці їх має зустріти батько, якого вони дуже бояться. Залишивши діда, і наказавши сусідам по купе не будити його, брати ідуть до вагону-ресторану. Повернувшись в купе, вони виявляють, що діда немає. Лемі та Кіза сходять з потяга і починають довгі пошуки діда. Паралельно діда шукає наркоторговець, сусід по купе братів, який сховав півкілограми героїну в кишені піджака діда.

## У ролях
- Михайло Бата Паскаевич — Дід
- Срджан Тодорович — Кіза
- Ненад Єздич — Лемі
- Нікола Джурічко — наркоторговець
- Соня Колачарич — Майя
- Тара Манич — Ана
- Браніслав Зеремський — Джура
- Милорад Мандич — Радован
- Велимир Бата Живоїнович — Станіслав
- Нікола Пеякович — Коле